# Comisiones por el uso de cajeros automáticos
Comisiones por uso de ATM (cajero automático) son las cuotas que muchos bancos y redes interbancarias recargan por el uso de sus cajeros automáticos. En algunos casos, estas tarifas son aplicadas únicamente para los no-miembros del banco; en otros casos, se aplican a todos los usuarios. Muchas personas se oponen a estos cargos debido a que los Cajeros automáticos son en realidad menos costoso para los bancos de los retiros de caja donde atienden personas.
Existen dos tipos de cargos al consumidor: el de pago y el de la cuota exterior. El pago de la cuota puede ser impuesta por el propietario del cajero (el implementador o la organización de ventas independiente) y se cargará a los consumidores que le den uso a la máquina. Las tasas o tarifa a las transacciones extranjeras es una tarifa que se cobra por el emisor de la tarjeta (institución financiera, proveedor de la tarjeta) al consumidor por la realización de una transacción fuera de su red de cajeros, en caso de ser una institución financiera.

## Australia
En Australia, el 3 de marzo de 2009 se introdujo la Carga Directa (surcargo) en las redes de Cajeros. El Banco de la Reserva de Australia dice que esta reforma se traducirá en beneficios para la competencia y la eficiencia en el Sistema de ATM Australianos.
La mayoría de los bancos, (Commonwealth Bank [CBA], ANZ y Westpac/St. George) con una tasa de $2 "comisión de servicio de ATM" para los retiros y consultas de saldo en sus cajeros automáticos para no-clientes, NAB con un cargo de $1.50 (50c para consultas), Suncorp $2.20 (80c para consultas).
Operadores independientes de Cajeros deben lidiar con un costo variable básico, los volúmenes de transacciones volátiles, los bajos volúmenes de transacciones (en comparación con los de un banco) y los costos de dinero en efectivo flotante. El único método de recuperación de costos disponible para los operadores independientes es la cuota ATM. Sin duda, la cuota ATM representa una alternativa de pago de bajo costo a la especulación de compañías de tarjetas de crédito para consumidores y comerciantes.
Bendigo Bank, Banco de Queensland, y Suncorp no cobran ninguna tarifa por el uso de Cajeros de otros bancos. BankWest no cobrar a los usuarios por el acceso a Cajeros externos.
ING Direct Australia reembolsa cargos por Cajero doméstico siempre que los clientes depositen AU$1000 por mes, como parte de un programa de lealtad, sin embargo, no opera ninguno de sus propios Cajeros automáticos.

## Brasil
En Brasil, los bancos, tales como Caixa Econômica Federal, Banco do Brasil, Banco Bradesco, Banco Itaú y Banco Santander operan sus propias redes nacionales de Cajeros Automáticos. Estos Cajeros Automáticos pueden encontrarse en muchos lugares, tales como la sucursal del banco misma, quioscos propagados en las ciudades o incluso en supermercados, gasolineras, centros comerciales y oficinas de correos, por lo que es muy conveniente para el cliente hacer retiros y comprobar los saldos, sin incurrir en cualquier cargo. Asimismo, no hay negación de cuotas (es decir, cuando intenta retirar más dinero del que tenga disponible en su cuenta), las empresas brasileñas no pueden cobrar por servicios no prestados. Sin embargo, las comisiones se evalúan si hay exceso de uso de los Cajeros (es decir, hace más retiradas de lo permitido por su cuota de mantenimiento mensual). Cuotas y límites pueden ser consultadas en el sitio web de la Federación Bancaria Brasileña (Febraban) website Archivado el 21 de mayo de 2016 en Wayback Machine..

### Redes de terceros
Los bancos brasileños tienen varias asociaciones, con el fin de ampliar su cobertura.
Correspondente bancário (agente bancario)
Una asociación con un establecimiento, que luego usa un pequeño cajero automático inalámbrico (muy parecido a un EFT POS inalámbrico) para procesar transacciones para el banco, como pagos, depósitos y retiros. El uso de un agente bancario normalmente no genera comisiones. Sin embargo, las tarifas se evalúan si hay un uso excesivo de los cajeros automáticos (es decir, uno realiza más operaciones de las permitidas por su tarifa de mantenimiento mensual).
Red interbancaria
Existen redes interbancarias de cajeros automáticos como Banco24Horas que no generan cargos por uso. Sin embargo, las tarifas se evalúan si hay un uso excesivo de los cajeros automáticos (es decir, uno realiza más operaciones de las permitidas por su tarifa de mantenimiento mensual).
Retiro de dinero en efectivo con una tarjeta de débito Visa
El adquirente brasileño "Cielo" (anteriormente conocido como VisaNet) ofrece sus tarjetas de débito Visa a titulares como una opción para retirar una pequeña cantidad de dinero en efectivo (hasta R$100, aprox. US$30) cuando paga por mercancías en cualquier tienda que acepte Visa. Entonces los propietarios de tiendas entregan el dinero al cliente en la caja. Mientras que la compra en sí genera comisiones para el negocio (como cualquier otra transacción con tarjeta de crédito o débito), el retiro de fondos no, y es reembolsado en su totalidad.

## Canadá
Una breve descripción de la estructura de comisiones que uno experimenta mientras está usando los Cajeros Automáticos Canadienses se pueden encontrar en el sitio web de Interac, mientras que El Consumidor Financiero de la Agencia de Canadá mantiene una tabla de tarifas que suelen cobrarse por el uso de Cajeros automáticos en Canadá.

### Cajeros Automáticos Interac
La mayoría de las instituciones financieras Canadienses son miembros de la Interac Asociación, una red multi-banco de Cajeros Automáticos fundada por el Royal Bank de Canadá, CIBC, Scotiabank, Toronto-Dominion Bank, y Desjardins Grupo en 1984. Antes de la presencia de los Cajeros Automáticos White Label , ala mayoría de los clientes de Canadá solo podían recargar la Tarifa de Transacción estándar de la Red de Interac cuando un cliente usaba un Cajero Automático que no era proporcionado por el banco donde abrió su cuenta (históricamente $0.75 CAD, ahora $1.50 CAD). Como la red Interac se ha abierto más a las Organizaciones de Ventas Independientes ("ISO") y el potencial de ingresos adicionales provienen de las Tarifas de Servicio, la mayoría de los bancos elegidos para imponer la Tarifa de Servicio además de los ingresos que se generó a partir de la Interac tarifa.

### The Exchange
The Exchange es una red multi-banco de Cajeros Automáticos. Se originó en el noroeste de Estados Unidos antes de la expansión a Canadá en 1983. A partir de 2012, muchos cooperativas de crédito Canadienses, junto con The Alterna Bank, Alterna Savings, Canadian Western Bank, Citibank, Citizens Bank, HSBC, Manulife Bank of Canada, y el Banco Nacional proveen libre acceso al Cajero Automático a los miembros de otras instituciones financieras participantes a través de la red.

## Este de Asia
Varios países de Asia Oriental cobran tarifas por uso de Cajeros Automáticos.

### Japón
En Japón, generalmente cualquier Cajero Automático ofrece retiro gratis a los respectivos titulares de cuenta. Los negocios entre semana, desde la mañana hasta casi medianoche significa transacción gratis (retiro, depósito, balances, a veces transferencias bancarias). Más allá de este tiempo o incluso en fines de semana/días festivos, el Cajero Automático carga comisiones mínimas al realizar una transacción.

## Unión Europea
Varias reglas están siendo introducidas que obligará a los bancos a usar una comisión igualitaria para los clientes de todos los bancos en la Unión Europea. Esto puede significar que las tasas nacionales se vuelven más altas. Ver Zona Única de Pagos en Euros.
Estas reglas se aplican desde el 1 de julio de 2002. Los clientes de la eurozona y Suecos están exentos de obtener bajas tasas internacionales fuera de los países de la eurozona, porque solo las comisiones para retiros de euros están reguladas. Los clientes que no pertenezcan a la eurozona  (excepto los clientes suecos) están completamente exentos de obtener bajas tasas internacionales, ya que el reglamento es solo para los estados donde retiros de euros internacional deben estar disponibles al mismo precio que los retiros de euros nacionales (y los retiros de euros son muy poco comunes en clientes de origen de países que están fuera de la eurozona).

### Austria
Retiros de efectivo son gratis para cualquier Austriaco propietario de una tarjeta Maestro. (Muy pocos, los bancos pequeños cobran una cuota extra cuando uno de sus propios clientes utiliza un ATM de un banco diferente.)

### Finlandia
Retiros de efectivo son gratis para cualquier finlandés propietario de una Tarjeta Bancaria o tarjetas Visa Electron en Cajeros de la marca "Otto.", que es la mayor red de Cajeros Automáticos en Finlandia. Hay rivales más pequeños los cuales tienen un costo. Los cajeros automáticos "Otto." también aceptan tarjetas de crédito Visa, MasterCard, American Express y Diners Club. También pertenecen a las redes Maestro, Cirrus y PLUS. Las comisiones dependen del emisor de la tarjeta.

### Alemania
Los bancos alemanes generalmente cobran cargos por retiros en Cajeros Automáticos de otros bancos, tanto dentro del esquema nacional de la tarjeta de débito/Cajero Girocard así como cuando se usa una tarjeta de débito Maestro o V-Pay en el exterior.
Habitualmente, las tasas de retiros dentro del esquema Girocard se implementan como recargos (direktes Kundenentgelt) y es a partir de 1.95 EUROS y puede llegar hasta los 5 EUROS. Todos los Cajeros automáticos están conectados a la red interbancaria nacional Girocard. Los propietarios de Cajeros suelen unirse a uno de los grupos de los Cajeros que mutuamente disminuyen o eliminan las tarifas, de modo que los clientes pueden retirar de forma gratuita. La más amplia red de Cajeros Automáticos pertenece a las asociaciones de cajas de ahorro ("Sparkassen") con 24,600 Cajeros Automáticos. La mayoría de los bancos privados son miembros del Cash Group (7.000 Cajeros Automáticos propiedad de los grandes bancos) o en Cash en Cash Pool (2,500 Cajeros Automáticos propiedad de los bancos más pequeños) - ellos generalmente se encuentran en los centros de la ciudad. Las cooperativas de crédito ("Volksbanken" y "Raiffeisenbanken") proporcionan alrededor de 18.000 Cajeros automáticos y están asociados en el BankCard ServiceNetz, muy a menudo en las pequeñas ciudades y pueblos, pero con menos frecuencia disponibles en las grandes ciudades.
Algunos bancos alemanes, tales como Deutsche Kreditbank, ING-DiBa y Consorsbank han comenzado a emitir a sus clientes tarjetas Visa complementarias para sacar dinero, además de la tradicional Girocard. Los bancos emisores que absorben el mercado de pago interbancario están obligados a pagar al operador del Cajero bajo las regulaciones de Visa. Aunque según el protocolo de uso de las tarjetas de la tarjeta de crédito Visa, los fondos se toman directamente de la cuenta del banco asociado, al igual que las tarjetas de débito, y no hay tasas de anticipo de efectivo. Como los recargos por retiros de efectivo son comunes en Alemania, casi cualquier Cajero Automático en Alemania puede utilizarse para retiros de efectivo con una tarjeta Visa.

### Portugal
Todos retiros y pagos de Multibanco en Portugal son gratis. Las recientes directivas de la Unión Europea permite a los comerciantes y a los bancos cobrar a los clientes por las transacciones, pero el gobierno aprobó una ley que prohíbe cobrar ningún tipo de comisiones. El Bloque de Izquierda y el Partido Comunista Portugués fueron los partidos políticos que surgieron con la propuesta y los más fieles a la idea.

### España
Hay una variación significativa en los cargos que se aplican. Si es una tarjeta emitida por un Banco español, normalmente se espera una moderada tasa de 0 a 1 euro en retiros de Cajeros Automáticos, esto cuando la transacción se realiza en un Cajero operado y de propiedad de los clientes del banco. Sin embargo, fuera de esta situación, existe una evidencia anecdótica de cargo significativamente más alto que se aplicaran con un tercer propietario/operador de Cajero Automático, incluyendo aquellos operadores/propietarios de otros bancos españoles. Estos pueden ser reportados pero no comprobados si los casos llegan a ser más del 5% del valor del retiro.
Un esfuerzo de investigar, identificar y cuantificar la estructura y la naturaleza de lo que ocurrió a partir de esta evidencia anecdótica, también aparecen algunos casos de cargos excesivos. El caso es complicado debido a que las tasas pueden ser originadas por el operador del Cajero Automático, y/o por los clientes del propio banco, como "las tarifas de procesamiento".

## Sudeste De Asia

### Hong Kong
Hay tres redes de Cajeros Automáticos en Hong Kong: ETC (HSBC y el Hang Seng Bank ), JETCO (para el resto de los bancos) y AEON. El uso de Cajeros Automáticos es gratis, excepto cuando se usa la tarjeta fuera de su red doméstica. Cuando una tarjeta se utiliza fuera de la red, se carga HKD$15-30 por el servicio.

## Sur de Asia

### India
En 2014, el Banco de la Reserva de India (RBI), el banco central de la India y el regulador financiero, emitieron una directiva sobre la solicitud de ampliación de red de Cajeros Automáticos y bancos emisores de tarjetas en el que expresaron su preocupación por el creciente costo de operaciones en la red de Cajeros Automáticos, los grandes flujos de salida de efectivo, y otros problemas. De hecho, los clientes del mismo banco que retiran más de 5 veces en el mes tendrían un cargo. La presente directiva redujo las transacciones gratis por mes, de cinco a tres, con la revisión de los cargos de 20 INR más impuestos por transacción en las comisiones por transacción en Cajero Automático.
El número de Cajeros automáticos, que se sitúa en un poco más de 27.000 a finales de marzo de 2007, ha aumentado a más de 160.000 en todo el país a finales de marzo de 2014. Durante el mismo período, en la infraestructura POS se ha incrementado de 330.000 a 1,065,000 terminales. Mientras tanto, "Cajeros White Label" (WLAs) se han introducido en el país con el objetivo de incrementar la densidad de los Cajeros Automáticos y también la construcción de infraestructura para Cajeros Automático en zonas rurales y semiurbanas.
En 2007, el Banco de la Reserva de India (RBI), el banco central del país, emitió una directiva a todos los bancos comerciales para congelar comisiones de los Cajeros y, con efecto a partir del 1 de abril de 2009, la abolición por completo de la comisión de servicio de los cajeros. Desde 2009, los clientes de cualquier licencia de banco son capaces de utilizar los Cajeros Automáticos de otros bancos sin tener que pagar ningún cargo por servicio. Anteriormente, los bancos cobraban entre ₹ 10 y ₹ 35 por transacción recíproca. Hoy, una persona que posee la tarjeta de otro banco puede retirar la cantidad de otro banco desde un Cajero Automático, además que el número de transacciones es limitado a 5; después de la quinta, es decir, la 6 transacción en delante la persona tendrá un cargo de hasta ₹ 20.
Sin embargo, los bancos todavía sufren un subcargo para artículos como adelantos en efectivo en la tarjeta de crédito en Cajeros propio y Cajeros externos. Además, RBI impone importantes restricciones cambiarias en el uso de las tarjetas de débito VISA/MasterCard en el extranjero. Por ejemplo, las tarjetas de débito VISA de los Indues son rutinariamente marcadas como "Sólo válido en la India y Nepal" debido a la política del país de restringir las reservas de divisas al cambio extranjero.

## Suiza
Generalmente no se cobran comisiones por retiros en Cajeros Automáticos de los bancos propietarios, pero puede sí en los de otros bancos. Por ejemplo, al momento de escribir, UBS no cobra por retiros en otros bancos mientras que Credit Suisse cobra 2 CHF por retiro. A veces, los bancos proporcionan al titular de la tarjeta con 10, 12 o 24 retiros gratis, especialmente si el banco es pequeño, con pocos Cajeros Automáticos. La mayoría de los bancos Suizos que dan tarjetas Maestro a sus clientes, en la mayoría de los casos cobran una tasa anual de alrededor de 40 CHF, por lo que cualquier Cajero Automático puede ser utilizado.

## Estados Unidos
Antes de 1988, no había subcargos a los titulares de tarjetas propietarios de Cajeros Automáticos en los Estados Unidos. En 1988 Banco del Valle de Nevada comenzó con subcargos a "titulares de tarjetas externos" (es decir, los titulares de tarjetas de Cajeros no emitidos por Banco del Valle) para retiros en Cajeros Automáticos del Banco del Valle en zonas cercas o próximas a los casinos de Las Vegas. Finalmente, varias Redes de Cajeros Automáticos regionales, y en última instancia a las redes nacionales, Plus y Cirrus, permiten subcargos en los ATM.
Antes de 1996, las tasas promedio en Cajeros externos era de $1.01 USD a nivel nacional, según un informe de 2001 de la sede Estatal del Grupo de Investigación de Interés Público.
Como los bancos y terceros se dieron cuenta del potencial de ganancias, ellos elevaron las tasas. Ahora es común llegar a comisiones de $3.00, y puede ser tan alto como $6.00, o incluso más en lugares de circulación intensa de efectivo como bares y casinos. Hay casos en que las comisiones se pagan al banco (por el uso de un ATM externo) y el propietario del Cajero (el llamado "subcargo") total de costos de retiro podría llegar a los $11. Las organizaciones de ventas independientes ("ISO") son la fuerza motriz de la implementación de Cajeros Automáticos en los Estados Unidos, hoy en día representan más del 60% de la 396,000 Cajeros automáticos en todo el país. Algunos han expresado su preocupación de que el mercado de Estados Unidos se esté saturando demasiado, las ganancias por las comisiones resultante es demasiado delgada, que incluso puede generar una futura disminución en el número de máquinas. Otros informes de prensa indican que el crecimiento en el uso de ATM ha disminuido, posiblemente en relación con el monto de las tasas impuestas por los bancos.
Un nuevo cargo, que ha entrado en el mercado es la "Comisión por Negación", donde un cliente se le cobra una cuota por intentar retirar más dinero del que tiene permitido en su límite diario de retiro, o por no tener fondos suficientes en su cuenta.